# Abtsgmünder Bank
Die Abtsgmünder Bank -Raiffeisen- eG ist eine deutsche Genossenschaftsbank mit dem Sitz in der baden-württembergischen Gemeinde Abtsgmünd im Ostalbkreis.

## Geschichte
Der Darlehenskassenverein Abtsgmünd wurde am 8. Dezember 1890 gegründet. Der älteste Ursprung der heutigen Genossenschaftsbank geht auf die Gründung des Darlehnskassenvereins am 24. August 1890 in Pommertsweiler zurück. Der Ursprung der Genossenschaftsbanken geht auf die Grundsätze der Selbsthilfe, Selbstverantwortung und Selbstverwaltung von Franz Hermann Schulze-Delitzsch und Friedrich Wilhelm Raiffeisen Mitte des 19. Jahrhunderts zurück.
Durch Fusionen in den Jahren 1958 bis 1972 mit den Spar- und Darlehenskassen bzw. Raiffeisenbanken in Fachsenfeld (1958), Laubach-Leinroden (1963), Hohenstadt (1964), Neubronn (1965) und Pommertsweiler (1972) wurde die Genossenschaftsbank Abtsgmünd eGmbH bzw. die Abtsgmünder Bank -Raiffeisen- eGmbH Vorreiter einer Reform, die sich später auch im kommunalen Bereich teilweise nachvollzog.
Im Jahre 2002 wurde zuletzt die Raiffeisenbank Untergröningen eG mit dem Sitz in Untergröningen mit einem Mehrheitsbeschluss der Generalversammlung in die Gesamtbank integriert und anfänglich als Zweigniederlassung geführt.
Ein Abriss der Geschichte der Abtsgmünder Bank -Raiffeisen- eG ist auf der Homepage der Bank hinterlegt.

## Rechtsverhältnisse
Die Abtsgmünder Bank -Raiffeisen- eG ist im Genossenschaftsregister beim Amtsgericht Ulm unter GnR 500009 eingetragen.

## Organisationsstruktur
Rechtsgrundlagen sind das Genossenschaftsgesetz und die durch die Generalversammlung beschlossene Satzung. Organe der Bank sind der Vorstand, der Aufsichtsrat und die Generalversammlung.

## Sicherungseinrichtung
Die Abtsgmünder Bank -Raiffeisen- eG ist der amtlich anerkannten Sicherungseinrichtung des Bundesverbandes der Deutschen Volksbanken und Raiffeisenbanken GmbH und der zusätzlichen freiwilligen Sicherungseinrichtung des Bundesverbandes der Deutschen Volksbanken und Raiffeisenbanken e.V. angeschlossen.

## Geschäftsausrichtung
Die Abtsgmünder Bank -Raiffeisen- eG betreibt das Universalbankgeschäft. Im Verbundgeschäft arbeitet sie mit der DZ Bank, R+V Versicherung, Bausparkasse Schwäbisch Hall, Teambank, VR Leasing, DZ Hyp und der Union Investment zusammen.

## Geschäftsgebiet
Das Geschäftsgebiet liegt im Nordwesten des Ostalbkreises.
An diesen Orten betreibt die Bank Filialen:
- Abtsgmünd (Hauptstelle, jur. Sitz)
- Fachsenfeld (Geschäftsstelle)
- Untergröningen (SB-Geschäftsstelle)